# Capella de la Sagrada Família de Sant Pere Sallavinera
La capella de la Sagrada Família de Sant Pere Sallavinera és una església de Sant Pere Sallavinera (Anoia) inclosa a l'Inventari del Patrimoni Arquitectònic de Catalunya.

## Descripció
És un petit temple de planta rectangular sense absis, al qual s'accedeix per una porta situada als peus de l'església. Cal destacar-ne el campanar, de planta quadrada encimbellat damunt una gran roca.
A la dreta de l'església hi ha un petit cementiri familiar.
De l'interior cal destacar-ne el retaule dedicat a la Sagrada Família, de la mateixa època que l'església, fet en estil barroc amb fusta policromada i daurada.

## Història
Va ser construïda com a capella particular del molí de Boixadors entre els anys 1881 i 1883, fou consagrada el mateix any 1883.
El seu autor fou en Rafael Bosch membre de la família dels propietaris del molí.
És sufragània de l'església parroquial de Sant Pere Sallavinera, de la seva fundació, però per les festivitats de Sant Josep i de la Sagrada Família, realitza les funcions de parròquia.